# خانه شترداران
خانه شترداران مربوط به دوره قاجاریه است و در کرمان و در محلهٔ ته باغ لله واقع شده و این اثر در تاریخ ۲۸ فروردین ۱۳۸۰ با شمارهٔ ثبت ۳۷۰۳ به‌عنوان یکی از آثار ملی ایران به ثبت رسیده است.
خانه تاریخی شتردارها در محله تاریخی «تَه باغ لَلِه» شهر کرمان واقع شده است. این خانه تاریخی زیبا توسط «بی‌بی شرف نساء» دختر ابوتراب نمدمال کرمانی به یادگار مانده است. دلیل معروفیت این خانه به خانه شتردارها این است که برادر بی‌بی شرف نساء بنام موسی، صاحب کاروان شتر بوده است و خانه او مقابل خانهٔ بی‌بی نساء بوده و در جوار خانه بی‌بی نساء، زمین خالی بوده که محل استراحت شترها بوده است و لذا به این خانه، خانه شتر داران گویند. این خانه بیش از یک و نیم قرن است که میزبان عزاداران است و هر ساله در دههٔ پایانی ماه صفر در عزای امام سوم شیعیان سیاه پوش می‌گردد. بی‌بی شرف نساء به دلیل ارادت به امام سوم شیعیان، این خانه و بخش دیگری از اموال خود را وقف روضه خوانی کرده است. قدمت این خانه بر اساس وقف نامه موجود به ۱۱۰ سال پیش بر می‌گردد اما بر اساس ظروف قدیمی این خانه می‌توان قدمت این خانه را تا حدود ۱۴۰ سال پیش تخمین زد.